# Morderca w mojej głowie
Morderca w mojej głowie (jap. 親愛なる僕へ殺意をこめて Shinai naru boku e satsui o komete) – manga napisana przez Hajime Inoryu i ilustrowana przez Shotę Ito. Była wydawana w czasopiśmie „Shūkan Young Magazine” od maja 2018 do sierpnia 2019, kiedy to została przeniesiona do magazynu internetowego „Comic Days”, gdzie ukazywała się do września 2020.
Na podstawie mangi powstał dramat telewizyjny, który emitowano od października do grudnia 2022.
W Polsce prawa do dystrybucji mangi nabyło Studio JG.

## Fabuła
Eiji Urashima jest przeciętnym studentem, który pragnie w końcu znaleźć dziewczynę. Skrywa on jednak pewien sekret: jego ojcem był seryjny morderca Makoto Hachinoi, znany ze swojego okrucieństwa. Pewnego dnia Eiji budzi się obok Kyoki Yukimury, która twierdzi, że jest jego dziewczyną. Chłopak nie wie, jak do tego doszło, gdyż stracił wspomnienia sprzed trzech dni. Według opowieści jego przyjaciół, stał się agresywny i ochronił Kyokę przed bandytą. Wkrótce Eiji dowiaduje się jednak, że jego sekret został odkryty przez przyjaciół i obcych ludzi, którzy teraz unikają go jak ognia, a u jego boku pozostaje jedynie Kyoka. Jakiś czas później zostaje odnalezione ciało, a zbrodnia jest podobna do tych popełnianych przez ojca Eijiego, który odebrał sobie życie po tym, jak jego przykrywka została odkryta. W tym samym czasie Eiji coraz częściej ma zaniki pamięci.

## Manga
Pierwszy rozdział mangi został opublikowany 7 maja 2018 w czasopiśmie „Shūkan Young Magazine”. W sierpniu 2019 seria została przeniesiona do magazynu internetowego „Comic Days”, gdzie ukazywała się do 7 września 2020. Manga została również opublikowana w 11 tankōbonach nakładem wydawnictwa Kōdansha.
W Polsce wydanie mangi zapowiedziało Studio JG, premiera zaś odbyła się 21 października 2022.
| Nr                                          | Język japoński      | Język japoński         | Język polski         | Język polski           |
| Nr                                          | Data wydania        | ISBN                   | Data wydania         | ISBN                   |
| ------------------------------------------- | ------------------- | ---------------------- | -------------------- | ---------------------- |
| 1                                           | 6 września 2018     | ISBN 978-4-06-512807-7 | 21 października 2022 | ISBN 978-83-8001-985-0 |
| Lista rozdziałów - Rozdziały 1–7            |                     |                        |                      |                        |
| 2                                           | 6 grudnia 2018      | ISBN 978-4-06-513845-8 | 17 stycznia 2023     | ISBN 978-83-8257-061-8 |
| Lista rozdziałów - Rozdziały 8–16           |                     |                        |                      |                        |
| 3                                           | 6 lutego 2019       | ISBN 978-4-06-514558-6 | 20 marca 2023        | ISBN 978-83-8257-133-2 |
| Lista rozdziałów - Rozdziały 17–25          |                     |                        |                      |                        |
| 4                                           | 7 maja 2019         | ISBN 978-4-06-515468-7 | 28 maja 2023         | ISBN 978-83-8257-170-7 |
| Lista rozdziałów - Rozdziały 26–34          |                     |                        |                      |                        |
| 5                                           | 6 sierpnia 2019     | ISBN 978-4-06-516729-8 | 4 sierpnia 2023      | ISBN 978-83-8257-219-3 |
| Lista rozdziałów - Rozdziały 35–43          |                     |                        |                      |                        |
| 6                                           | 4 października 2019 | ISBN 978-4-06-517293-3 | 29 września 2023     | ISBN 978-83-8257-264-3 |
| Lista rozdziałów - Rozdziały 44–52          |                     |                        |                      |                        |
| 7                                           | 8 stycznia 2020     | ISBN 978-4-06-518219-2 | 8 stycznia 2024      | ISBN 978-83-8257-330-5 |
| Lista rozdziałów - Rozdziały 53–61          |                     |                        |                      |                        |
| 8                                           | 11 marca 2020       | ISBN 978-4-06-518838-5 | 11 marca 2024        | ISBN 978-83-8257-384-8 |
| Lista rozdziałów - Rozdziały 62–70          |                     |                        |                      |                        |
| 9                                           | 10 czerwca 2020     | ISBN 978-4-06-519990-9 | 15 maja 2024         | ISBN 978-83-8257-430-2 |
| Lista rozdziałów - Rozdziały 71–80          |                     |                        |                      |                        |
| 10                                          | 9 września 2020     | ISBN 978-4-06-520687-4 | 29 lipca 2024        | ISBN 978-83-8257-490-6 |
| Lista rozdziałów - Rozdziały 81–88          |                     |                        |                      |                        |
| 11                                          | 11 listopada 2020   | ISBN 978-4-06-521378-0 | 29 lipca 2024        | ISBN 978-83-8257-491-3 |
| Lista rozdziałów - Rozdziały 89–97 - Epilog |                     |                        |                      |                        |

## TV drama
Adaptacja w postaci dramatu telewizyjnego została ogłoszona 26 czerwca 2022. Serial wyreżyserował Hiroaki Matsuyama, scenariusz napisał Michitaka Okuda, a za produkcję odpowiadał Daisuke Kusagaya. W głównej roli wystąpił Ryosuke Yamada. Serial emitowano od 5 października do 30 listopada 2022 w stacji Fuji TV.

## Odbiór
Publicyści z Manga News wyrazili się z uznaniem na temat historii, ilustracji oraz bohaterów. Faustine Lillaz z Planete BD chwaliła elementy suspensu w historii i kreskę. Christel Scheja ze Splash Comics również pochwaliła historię, nazywając ją wyjątkową.